# Selwyn Range, Queensland
Selwyn Range är en bergskedja i Australien. Den ligger i delstaten Queensland, omkring 1 400 kilometer nordväst om delstatshuvudstaden Brisbane.
Omgivningarna runt Selwyn Range är i huvudsak ett öppet busklandskap. Trakten runt Selwyn Range är nära nog obefolkad, med mindre än två invånare per kvadratkilometer. Genomsnittlig årsnederbörd är 323 millimeter. Den regnigaste månaden är februari, med i genomsnitt 105 mm nederbörd, och den torraste är augusti, med 1 mm nederbörd.